# Трюфельная свинья
Трюфельная свинья — специально обученная домашняя свинья, используемая для поиска и извлечения из земли трюфелей в лесах умеренного пояса на территории Европы и Северной Америки. Свиньи имеют хорошее обоняние и способны чувствовать запах трюфелей на глубине до 1 метра. Считается, что половые гормоны свиней-самцов имеют сходный с трюфелями запах. Поиск свиньёй трюфелей в подходящих для этого лесах проводится под контролем человека, держащего животное на поводке.
Упоминания об использовании свиней с целью поиска трюфелей известны со времён Римской империи, однако первое хорошо документированное свидетельство о подобной практике оставил в XV веке писатель и гурман времён Возрождения Бартоломео Платина. В XVII веке о трюфельных свиньях писал Джон Рэй. В 1875 году стоимость обученного соответствующим образом животного могла доходить до 200 франков, причём такое вложение могло быстро окупиться в связи с высокой ценой на трюфели. В настоящее время, однако, для поиска трюфелей чаще используются собаки, поскольку свиньи нередко съедают существенную часть находимых ими грибов.